# Boucq
 Boucq  là một xã của tỉnh Meurthe-et-Moselle, thuộc vùng Grand Est, đông bắc nước Pháp. Xã này nằm ở khu vực có độ cao từ 231-388 mét trên mực nước biển.